# حياة الفهد
حياة الفهد (15 أبريل 1948 -)، ممثلة ومذيعة وكاتبة كويتية. وتعد من أبرز فنانات الخليج وبجانب كونها ممثلة، فإن لها محاولات شعرية ولديها القدرة على كتابة القصص والسيناريوهات، فقد كتبت العديد من الأعمال التلفزيونية، ولها ديوان شعر واحد باسم «عتاب» صدر في نهاية سبعينات القرن العشرين.

## نشأتها
ولدت في منطقة شرق شرقي الكويت، وفي الخامسة من عمرها انتقلت مع أسرتها إلى المرقاب وسكنت بالقرب من «مسجد عبد الله المبارك» وتربت يتيمة بعد فقدانها لوالدها، وعانت من قسوة أمها عليها. لم تكمل دراستها الابتدائية، إلا إنها تعلمت القراءة والكتابة بعد ذلك بعد شعورها بحاجتها إليهما، واستطاعت إتقان القراءة والكتابة بالعربية الفصحى والإنجليزية. اكتشفت حبها للفن في بداية خمسينيات القرن العشرين بعد أن شاهدت فيلم سينمائي كان من بطولة فريد الأطرش، وأصبحت تتردد بعد ذلك على السينما مع أهلها، سرعان ما تحوّل هذا الأمر إلى هواية تمارسها باستمرار. لديها ثلاث أشقاء، شقيقتها الكبرى «شريفة» والصغرى «غنيمة» ولديها أخ واحد.

## مسيرتها الفنية

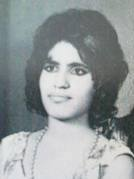
حياة الفهد في بدايتها

أثناء عملها في مستشفى الصباح زارت «فرقة أبو جسوم» المستشفى، وكانت زميلتها في العمل الإعلامية أمينة الشراح، وهناك سألهما «أبو جسوم» من منهما تريد العمل بالتمثيل، فقامت أمينة الشراح بالإجابة بأنها تريد أن تكون مذيعة وإن حياة تريد أن تكون ممثلة، فسأل «أبو جسوم» إن كان أهلها يوافقون وأبلغها بأنه سيعود بعد فترة إلى المستشفى لمعرفة الجواب. وبعد التمهيد فاتحت والدتها برغبتها في التمثيل، لكن والدتها رفضت ذلك وضربتها. وبعد فترة عادت «فرقة أبو جسوم» إلى المستشفى فسألها «أبو جسوم» إذا كانت فاتحت أهلها بالموضوع فأجابت بالنفي وطلبت منحها فرصة ثانية، وكانت كلما تفاتح والدتها بالموضوع كانت تتعرض للضرب فتزداد إصرارًا وعنادًا. وبعد شهرين من المواجهات الصعبة قررت الإضراب عن الطعام، وصودف آنذاك أن التقى «أبو جسوم» أثناء عمله مع الجيش شقيقها وحاول إقناعه فأبدى هذا الأخير ليونة وأقنع والدته بالأمر، فوافقت على أن يصطحبها شقيقها إلى التلفزيون لتسجيل حلقات فيه. بدأت مشوارها الفني من خلال مسلسل عايلة بو جسوم والذي قدم عام 1962، بينما بدايتها في المسرح كانت في مسرحية الضحية عام 1963 مع الفنان منصور المنصور وتأليف صقر الرشود.
وقدمت العديد من الأعمال الكوميدية والتراجيدية ما بين مسلسلات ومسرحيات وسهرات تلفزيونية خلال مسيرتها الفنية الممتدة في المجال الفني والإعلامي، لُقِّبت بسيدة الشاشة الخليجية، وبرز هذا اللقب كثيرًا حين وضع في مقدمة مسلسل جرح الزمن للكاتبة فجر السعيد. كما أنها عملت مذيعة في إذاعة الكويت في الفترة ما بين عام 1965 وعام 1968 قدمت خلالها عدد من البرامج الإذاعية مع أمل عبد الله وجاسم كمال.
في عام 2024 غابت للمرة الأولى بعد 27 عامًا عن السباق الرمضاني، حيث كانت تظهر خلال مسيرتها سنويًا بمسلسل جديد في شهر رمضان. حيث كان المخطط أن تشارك بمسلسل يجمعها مع الفنانة سعاد عبد الله، لكنها اعتذرت عن المسلسل بسبب ظروفها الصحية.

### ثنائيات
قدّمت ثنائي ناجح مع الفنانة سعاد عبد الله في فترة من فترات مشوارها الفني، وكانت ثمرة هذا التعاون أعمال تعد بصمة من بصمات الفن الخليجي منها رقية وسبيكة، على الدنيا السلام، خالتي قماشة، سليمان الطيب وغيرها، وكان آخر عمل جمعهما بعد توقف هو المسلسل القطري عيال الذيب عام 2000، إلا أنهما قدمها مسلسل سويّاً بعنوان البيت بيت أبونا عام 2013 للكتابة وداد الكواري وبذلك شكل العمل عودتهما للعمل سويًا خلال الأعمال الحديثة.
شكلت خلال مشوارها الفني ثنائيات مميزة تركت بصمة لدى المشاهد الخليجي، منها مشاركتها للفنان غانم الصالح في عدد من الأعمال الفنية المميزة، مثل خالتي قماشة، الدردور، رقية وسبيكة، الغرباء، خرج ولم يعد، إليكم مع التحية، عائلة فوق تنور ساخن، الخراز، زوجة بالكمبيوتر، مسافر بلا هوية وغيرها وآخر عمل جمع بينهما ليلة عيد.

## حياتها الأسرية
تزوجت للمرة الأولى عام 1965 في سن السابعة عشرة من طبيب جراح عراقي يدعى "قصي الجلبي "
وكان يعمل سكرتيرًا لوكيل وزارة الإعلام الكويتية رافقت زوجها إلى القاهرة حين كان يدرس الطب ولذلك تركت التمثيل لمدة ثلاث سنوات بناء على طلبه واتجهت حينها إلى الإذاعة كمذيعة، رغم الاتفاق قبل الزواج على أن لا تترك الفن وهو ما عجّل انفصالهما في وقت لاحق رُزقت منه بابنتها الوحيدة «سوزان» عام 1967 والتي تزوجت من عبد اللطيف ابن الفنان خالد العبيد.
تزوجت للمرة الثانية من مغني لبناني اسمُهُ «محمود حمدي» وكان لديه من زواجه السابق ابنتان توأمان هما «مي، ومها» تولّت تربيتهن حتى بعد انفصالها عنه، كما قامت بحضانة فتاة يتيمة اسمها «روزان» وقامت بتربيتها كابنتها.

## أعمالها الفنية

### في التلفزيون

#### المسلسلات
| السنة | اسم المسلسل                                           | الشخصية         |
| ----- | ----------------------------------------------------- | --------------- |
| 1962  | عايلة بو جسوم                                         |                 |
| 1970  | الحدباء                                               |                 |
| 1972  | شرباكة                                                | هادية           |
| 1974  | ألوان من الحب                                         |                 |
| 1975  | ابن الحطاب                                            | فالخة           |
| 1977  | المصير سباعية تلفزيونية                               |                 |
| 1978  | حبابة                                                 | أم جودر         |
| 1978  | بنت البادية                                           | أم قايد         |
| 1979  | الحظ والملايين                                        | محظوظة          |
| 1979  | الأشجار تموت واقفة                                    | أم خالد         |
| 1979  | الدكتور سباعية تلفزيونية                              |                 |
| 1980  | الدانة                                                | أم خالد         |
| 1980  | إلى أبي وأمي مع التحية (جزئين)، الجزء الثاني عام 1982 | عائشة           |
| 1981  | أحلى الأيام                                           | مريم            |
| 1981  | درس خصوصي                                             | خزنة            |
| 1981  | طيور على الماء                                        | طيبة            |
| 1982  | خرج ولم يعد                                           | غنيمة           |
| 1982  | أحلام صغيرة                                           | أم عبد الله     |
| 1983  | خالتي قماشة                                           | قماشة           |
| 1983  | الأسوار                                               | مريم            |
| 1983  | غدا تبدأ الحياة                                       | فاطمة           |
| 1984  | الغرباء                                               | أم حسام         |
| 1984  | سيدي الرجل لا                                         | نورة            |
| 1985  | زوجة بالكمبيوتر                                       | كفاية           |
| 1985  | زواج بدون رصيد                                        |                 |
| 1986  | إليكم مع التحية                                       | أمينة           |
| 1986  | رقية وسبيكة                                           | سبيكة           |
| 1986  | بيت الأوهام                                           | أم جودر         |
| 1986  | صغيرات على الحياة                                     | أمنية           |
| 1987  | أبو الفلوس                                            | موزة            |
| 1987  | عائلة فوق تنور ساخن                                   | أم فاطمة        |
| 1987  | على الدنيا السلام                                     | محظوظة          |
| 1988  | مسافر بلا هوية                                        | فوزية           |
| 1989  | عاد ولكن                                              | نعمة            |
| 1992  | بو مرزوق                                              | أم مرزوق        |
| 1992  | الملقوفة                                              | هلالة           |
| 1992  | جواهر                                                 | أم داري         |
| 1993  | طش ورش                                                | أم سعود         |
| 1993  | سليمان الطيب                                          | أم سليمان       |
| 1993  | قاصد خير                                              | أم ردح          |
| 1997  | الطير والعاصفة                                        | منى             |
| 1997  | بيت تسكنه سمرة                                        | سمرة            |
| 1997  | ما يبقى غير الحب                                      | حصة             |
| 1998  | بيت الوالد                                            | أم راشد         |
| 1999  | العولمة                                               | أم ناصر         |
| 1999  | الدردور                                               | وضحة            |
| 2000  | سوق المقاصيص                                          | أم معتوق        |
| 2000  | عيال الذيب                                            | أم الخير        |
| 2001  | جرح الزمن                                             | مريم            |
| 2001  | عد واغلط                                              | أم سيف          |
| 2002  | ثمن عمري                                              | نورة            |
| 2002  | الشريب بزة                                            | بزة             |
| 2003  | قلوب متحجرة                                           |                 |
| 2003  | الحريم                                                | غنيمة           |
| 2004  | وبعد                                                  | أم فارس         |
| 2004  | الدنيا لحظة                                           | أم خالد         |
| 2005  | جبروت امرأة                                           | لولوة           |
| 2005  | بقايا ليل                                             | أم هاشم         |
| 2005  | عندما تغني الزهور                                     | زهور            |
| 2006  | الفرية                                                | حمدة            |
| 2007  | الأخ صالحة                                            | صالحة           |
| 2007  | عيال الفقر                                            | مهرة            |
| 2007  | الخراز                                                | شريفة           |
| 2008  | أبلة نورة                                             | نورة            |
| 2008  | الداية                                                | غالية           |
| 2009  | دمعة يتيم                                             | موضي            |
| 2009  | عمر الشقا                                             | سلمى            |
| 2010  | عواطف                                                 | عواطف           |
| 2010  | ليلة عيد                                              | أم داود / لولوة |
| 2011  | خارج الأسوار                                          | فاطمة           |
| 2011  | الجليب                                                | لطيفة           |
| 2012  | سيدة البيت                                            | حنان            |
| 2012  | حبر العيون                                            | سعاد            |
| 2012  | صدفة تلاقينا - مسلسل إذاعي                            | أم صقر          |
| 2013  | البيت بيت أبونا                                       | حليمة           |
| 2014  | ريحانة                                                | ريحانة          |
| 2014  | سواها البخت - مسلسل إذاعي                             | فوزية           |
| 2015  | الجدة لولوة                                           | لولوة           |
| 2015  | حال مناير                                             | مناير           |
| 2016  | بياعة النخي                                           | شيخة            |
| 2017  | رمانة                                                 | رمانة           |
| 2018  | مع حصة قلم                                            | حصة             |
| 2019  | حدود الشر                                             | نعيمة           |
| 2020  | أم هارون                                              | سمحة - أم هارون |
| 2021  | مارغريت                                               | مارغريت         |
| 2022  | بتوقيت مكة                                            | نوضة            |
| 2022  | سنوات الجريش                                          | سلطانة          |
| 2023  | قرة عينك                                              | كلثم            |
| 2025  | أفكار أمي                                             | شاهة            |

وقد قامت بعام 2006 بالمشاركة في مسلسل أسد الجزيرة مع الفنان محمد المنصور والذي يحكي قصة حاكم الكويت الشيخ مبارك الصباح المعروف باسم مبارك الكبير وقدمت من خلاله شخصية الشاعرة موضي العبيدي، ولكن تم منع العمل من العرض على القنوات التلفزيونية.

#### الأفلام والسهرات التلفزيونية
| السنة | العمل             |
| ----- | ----------------- |
| 1964  | وهم               |
| 1965  | قتلت ولدي         |
| 1967  | حاجز الوهم        |
| 1968  | إجازة             |
| 1974  | أوراق الخريف      |
| 1975  | الوارثة           |
| 1976  | عندما يكون الحب   |
| 1976  | امرأة قالت لا     |
|       | الحب والصداقة     |
| 1979  | حاجز الذكريات     |
| 1982  | غدا أمي قالت لي   |
| 1982  | العطاء            |
| 1983  | وكان وهما         |
| 1983  | ألبوم الصور       |
| 1984  | الحرمان           |
| 1984  | بحر العطاء        |
| 1985  | هروب              |
| 1986  | حياة في ثلاث أيام |
| 1986  | أوبريت طيبة       |
| 1986  | أنا وأختي         |
| 1986  | حياة في ثلاث أيام |
| 1986  | القضبان           |
| 1986  | الشرخ             |
| 1987  | ذكريات            |
| 1987  | أيام ضائعة        |
| 1987  | أوراق الخريف      |
| 1987  | الحصاد المر       |
| 1988  | المواجهة          |
| 1989  | الخروج عن المألوف |
| 1989  | الحادث            |
| 1990  | نماذج مختلفة      |
| 1990  | لعبة الكراسي      |
| 1990  | إنهم أحبابي       |
| 1992  | كان يوم كان       |
| 2001  | البومة            |

### تقديم البرامج
| سنة الإنتاج | البرنامج          | عرض على      |
| ----------- | ----------------- | ------------ |
| 1987        | نافذة على التاريخ | إذاعة الكويت |

### المسرحيات
| سنة الإنتاج | المسرحية                           |
| ----------- | ---------------------------------- |
| 1963        | الضحية                             |
| 1963        | الأسرة الضائعة                     |
| 1969        | فلوس ونفوس                         |
| 1971        | ضاع الديك                          |
| 1972        | 1 2 3 4 بم أُعيد عرضها في عام 1979  |
| 1974        | يا غافلين                          |
| 1975        | بني صامت                           |
| 1976        | حرم سعادة الوزير                   |
| 1976        | للأمام سر                          |
| 1977        | السدرة                             |
| 1984        | القرقور                            |
| 1986        | باي باي عرب                        |
| 1987        | بيت العزوبية                       |
| 1987        | الأوانس                            |
| 1987        | شيكات بدون رصيد                    |
| 1988        | أرض وقرض                           |
| 1989        | إذا طاح الجمل                      |
| 1992        | سيف العرب                          |
| 1992 - 1993 | عبيد في التجنيد                    |
| 2002 - 2003 | قناص خيطان                         |
| 2004        | صح النوم يا عرب (عرضت في قطر ودبي) |

### السينما
| سنة الإنتاج | الفيلم    | الشخصية |
| ----------- | --------- | ------- |
| 1971        | بس يا بحر | أم سعد  |
| 1980        | الصمت     |         |
| 2020        | نجد       | نجد     |

### الأعمال التي قامت بكتابتها
- شيكات بدون رصيد.
- سليمان الطيب.
- الدردور.
- الشريب بزة.
- الحريم.
- الفرية.
- الأخ صالحة.
- الخراز.
- الداية.
- دمعة يتيم.
- الجليب.
- بياعة النخي.

## الجوائز والتكريم
| سنة الحصول | الدولة                   | الجائزة                                             | المكرم                                                             |
| ---------- | ------------------------ | --------------------------------------------------- | ------------------------------------------------------------------ |
| 1989       | الكويت                   | أفضل ممثلة دور أول عن دورها في مسرحية إذا طاح الجمل | مهرجان الكويت المسرحي                                              |
| 1989       | العراق                   | تكريم                                               | مهرجان القاهرة للإذاعة والتلفزيون                                  |
| 1996       | مصر                      | شهادة تقدير من عن مسلسل الطير والعاصفة              | مهرجان القاهرة للإذاعة والتلفزيون                                  |
| 1998       | مصر                      | شهادة تقدير عن دورها في مسلسل «بيت الوالد»          | مهرجان القاهرة للإذاعة والتلفزيون                                  |
| 1999       | جامعة الدول العربية      | تكريم                                               | مهرجان الرواد العرب الأول                                          |
| 2000       | الكويت                   | جائزة عن دورها في مسلسل الدردور                     | جائزة الدولة التشجيعية في مجال الفنون                              |
| 2002       | الأردن                   | تكريم                                               | مهرجان القرين الثقافي 15                                           |
| 2003       | مصر                      | جائزة أفضل ممثلة عن مسلسل ثمن عمري                  | مهرجان القاهرة التاسع للإذاعة والتلفزيون                           |
| 2007       | مصر                      | تكريم                                               | مهرجان الإعلام العربي                                              |
| 2007       | الكويت                   | جائزة أفضل ممثلة دور أول عن مسلسل الفرية            | مهرجان فهد الأحمد للدراما التلفزيونية                              |
| 2008       | الكويت                   | جائزة الدولة التقديرية                              | مهرجان القرين الثقافي                                              |
| 2008       | مجلس التعاون الخليجي     | الجائزة الذهبية عن الإنتاج الإذاعي والتلفزيوني      | مهرجان الخليج للإذاعة والتلفزيون العاشر                            |
| 2008       | الكويت                   | تكريم                                               | مهرجان أيام المسرح للشباب - الدورة الخامسة                         |
|            | مصر                      | درع التميز                                          | عمرو موسى                                                          |
| 2010       | الإمارات العربية المتحدة | تكريم                                               | مهرجان الخليج السينمائي                                            |
| 2010       |                          | تكريم                                               | شبكة راديو وتلفزيون العرب                                          |
| 2010       | الأردن                   | تكريم                                               | مهرجان جوردن أورد                                                  |
| 2010       | الجزائر                  | تكريم                                               | مهرجان وهران السينمائي                                             |
| 2011       | الكويت                   | تكريم                                               | جمعية بيادر السلام النسائية                                        |
| 2013       | الإمارات العربية المتحدة | تكريم                                               | مهرجان فارس الجودة بدورته الحادية عشر                              |
| 2013       | الكويت                   | درع تقدير                                           | حفل تكريم رواد الفن الكويتي                                        |
| 2015       | البحرين                  | تكريم تقديرا لعملها الإنساني                        | مبادرة نفتخر بكم                                                   |
| 2015       | قطر                      | جائزة التميز الأولى لدول مجلس التعاون               | أمير قطر تميم بن حمد                                               |
| 2016       | المملكة العربية السعودية | تكريم كأفضل فنانة دور أول                           | مهرجان أبها                                                        |
| 2018       | الإمارات                 | تكريم عن مسيرتها الفنية                             | مهرجان الضيافة بدورته الثانية                                      |
| 2018       | مصر                      | تكريم عن مسيرتها الفنية                             | احتفالية دولية لتوزيع «جوائز يونارتس قديم وجديد» في دورتها الثانية |
| 2021       | الكويت                   | جائزة أوسكار الإبداع الفني                          | مهرجان نجوم الفن والإعلام                                          |
| 2023       | المملكة العربية السعودية | جائزة صناع الترفيه الفخرية                          | مهرجان صناع الترفيه 2023 في نسخته الثالثة، الرياض.                 |

## روابط خارجية
- حياة الفهد على موقع IMDb (الإنجليزية)
- حياة الفهد على موقع قاعدة بيانات الأفلام العربية
- حياة الفهد على موقع قاعدة بيانات الفيلم (الإنجليزية)
- حياة الفهد على موقع ليتربوكسد (الإنجليزية)
- حياة الفهد على موقع كينوبويسك (الروسية)